# Fack (elkraft)

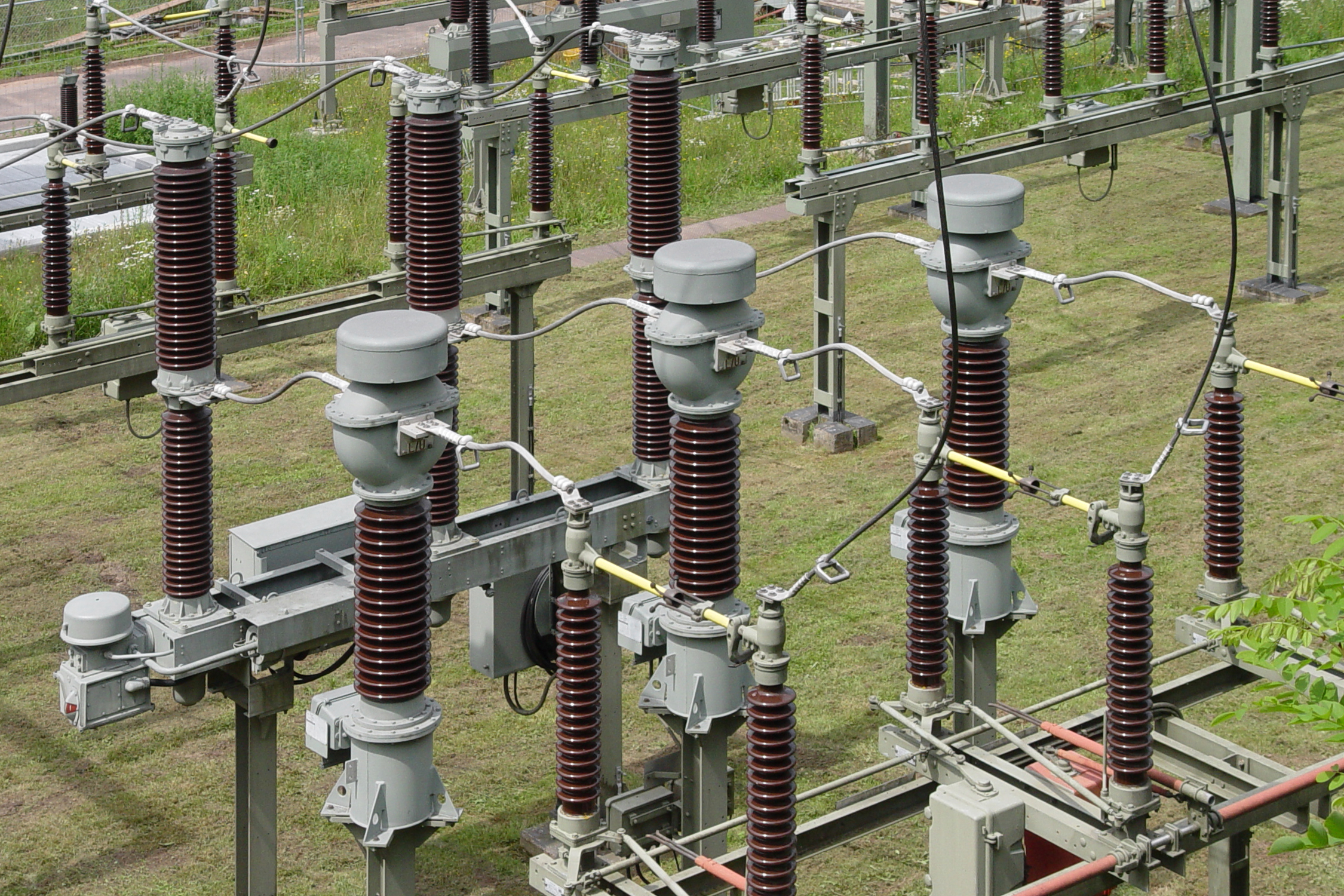
Ett fack i en station i Schweinheim i Tyskland med ledning från samlingsskenan, frånskiljare, strömtransformatorer och effektbrytare, sett från höger till vänster.

Ett fack är gruppen av apparater i ett ställverk mellan samlingsskenan och de ledningar och komponenter som ställverket ska koppla ihop. 
Ett fack kan bestå av en lastfrånskiljare med säkring eller av en strömbrytare med frånskiljare. Dessa kopplar in och ur den anslutna ledningen eller komponenten. Dessutom finns det mätutrustning för ström och spänning, som är kopplade till en manövercentral liksom till skyddssystemet.
Ledningarna kopplade till ett fack kan vara luftledningar eller markkablar. Komponenterna kan vara transformatorer, kondensatorer och reaktorer (spolar). De två sistnämnda kompenserar för reaktiv effekt. Transformatorn ändrar spänningen och är ansluten till två fack i två olika ställverk (för de olika spänningsnivåerna).